# 舍夫琴科韦镇级市镇
舍夫琴科韦镇级市镇（烏克蘭語：Шевченківська селищна громада），是乌克兰哈爾科夫州庫皮揚斯克區的一个市镇，行政中心为舍夫琴科韋。市镇面积为979.1平方公里，人口数量为19,694人（2020年）。

## 聚居点
该市镇包括两个镇（舍夫琴科韋、博里夫斯凱）和58个村。
村莊列表如下：
- 阿爾卡迪夫卡
- 巴拉諾韋
- 貝茲米亞泰日內
- 貝雷濟夫卡
- 博霍達里夫卡
- 瓦西倫科韋
- 大胡托里
- 大佐良斯凱
- 沃洛德米里夫卡
- 沃洛斯卡-巴拉克利亞
- 海特馬尼夫卡
- 霍羅扎尼夫卡
- 赫羅扎
- 杜萬卡
- 茹拉夫卡
- 佐良斯凱
- 伊万尼夫卡 (下布尔卢克长老区)
- 伊万尼夫卡 (彼得里夫卡长老区)
- 科利斯尼基夫卡
- 克拉夫齊夫卡
- 萊柳基夫卡
- 馬克西米夫卡
- 小克伦基
- 米基利斯凱
- 米羅皮利亞
- 米哈伊利夫卡 (下布爾盧克長老區)
- 米哈伊利夫卡 (舍夫琴科韋鎮拉達)（烏克蘭語：Михайлівка (Шевченківська селищна рада)）
- 莫斯托韋
- 下布爾盧克
- 新利曼
- 新米科拉伊夫卡
- 新斯捷潘尼夫卡
- 奧胡爾齊夫卡
- 奧德拉德內
- 亞歷山德里夫卡
- 阿列克西伊夫卡
- 米尔内
- 彼得里夫卡
- 彼得羅皮利亞
- 波爾塔瓦
- 拉伊夫卡
- 羅茲多利內
- 薩佐尼夫卡
- 薩馬爾斯凱
- 塞梅尼夫卡
- 斯莫利夫卡
- 斯波多比夫卡
- 斯塔維謝
- 斯坦尼斯拉夫卡
- 舊奇茲維克
- 舊維里夫卡
- 蘇姆斯凱
- 泰佳尼夫卡
- 特羅伊茨凱
- 費多里夫卡
- 胡多亞羅韋
- 舍夫琴科韋
- 希什基夫卡